# Steve Regier
Steve Regier (* 31. August 1984 in Spruce Grove, Alberta) ist ein kanadischer Eishockeyspieler, der zuletzt bei den Nürnberg Ice Tigers in der Deutschen Eishockey Liga unter Vertrag stand.

## Karriere
Steve Regier begann seine Karriere als Eishockeyspieler bei den Medicine Hat Tigers, für die er von 2000 bis 2004 in der kanadischen Juniorenliga Western Hockey League aktiv war und mit denen er in der Saison 2003/04 den President’s Cup gewann. Anschließend wurde er im NHL Entry Draft 2004 in der fünften Runde als insgesamt 148. Spieler von den New York Islanders ausgewählt. In vier Spielzeiten im Franchise der Islanders absolvierte der Angreifer insgesamt 18 Spiele in der National Hockey League, während er die gesamte restliche Zeit in deren Farmteam, den Bridgeport Sound Tigers aus der American Hockey League, verbrachte.
Am 15. Juli 2008 unterschrieb Regier einen Vertrag als Free Agent bei den St. Louis Blues, für die er in acht Spielen drei Tore erzielte und eine Vorlage gab. Erneut spielte er hauptsächlich in der AHL für St. Louis’ Farmteam, die Peoria Rivermen. Daher entschloss sich der Kanadier zur Saison 2009/10 zu einem Wechsel zum EC Red Bull Salzburg aus der Österreichischen Eishockey-Liga. Im April 2013 unterzeichnete Regier einen Einjahresvertrag bei den Nürnberg Ice Tigers, die in der höchsten deutschen Spielklasse, der DEL, spielen.

## Karrierestatistik
(Legende zur Spielerstatistik: Sp oder GP = absolvierte Spiele; T oder G = erzielte Tore; V oder A = erzielte Assists; Pkt oder Pts = erzielte Scorerpunkte; SM oder PIM = erhaltene Strafminuten; +/− = Plus/Minus-Bilanz; PP = erzielte Überzahltore; SH = erzielte Unterzahltore; GW = erzielte Siegtore; 1 Play-downs/Relegation; Kursiv: Statistik nicht vollständig)

## Erfolge und Auszeichnungen
- 2004 President’s-Cup-Gewinn mit den Medicine Hat Tigers
- 2010 IIHF-Continental-Cup-Gewinn mit dem EC Red Bull Salzburg
- 2010 Österreichischer Meister mit dem EC Red Bull Salzburg
- 2011 Österreichischer Meister mit dem EC Red Bull Salzburg
- 2011 European-Trophy-Gewinn mit dem EC Red Bull Salzburg